# Conquista hospitaleira de Rodes
A conquista hospitaleira de Rodes ocorreu em 1306-1310. Os Cavaleiros Hospitalários, liderados pelo Grão-Mestre Foulques de Villaret, desembarcaram na ilha no verão de 1306 e rapidamente conquistaram a maior parte dela, exceto a cidade de Rodes, que permaneceu nas mãos dos bizantinos. O imperador Andrônico II Paleólogo enviou reforços, o que permitiu à cidade repelir os ataques iniciais dos Hospitalários e perseverar até ser capturada em 15 de agosto de 1310. Os Hospitalários transferiram sua base para a ilha, que se tornou o centro de suas atividades até ser conquistada pelo Império Otomano em 1522.